# Ken Block
Kenneth „Ken“ Paul Block (* 21. November 1967 in Long Beach, Kalifornien; † 2. Januar 2023 bei Mill Hollow, Wasatch County, Utah) war ein US-amerikanischer Rallye- und Rallycross-Fahrer sowie Driftsportler, Mitgründer der Marke DC Shoes und mehrfacher Medaillengewinner bei den X-Games.

## Rallye
Block, der ab 2005 sehr erfolgreich in der Serie Rally America fuhr, kam durch Travis Pastrana zum Rallyesport und wurde in seiner ersten Saison Rookie of the Year. Von 2005 bis 2009 startete er in der Rally America für das Subaru Rally Team USA in einem Subaru Impreza. Ab 2007 startete Ken Block auch bei einigen Rallyes in der Rallye-Weltmeisterschaft. Größere Erfolge konnte er jedoch nur bei der Rally America erreichen.

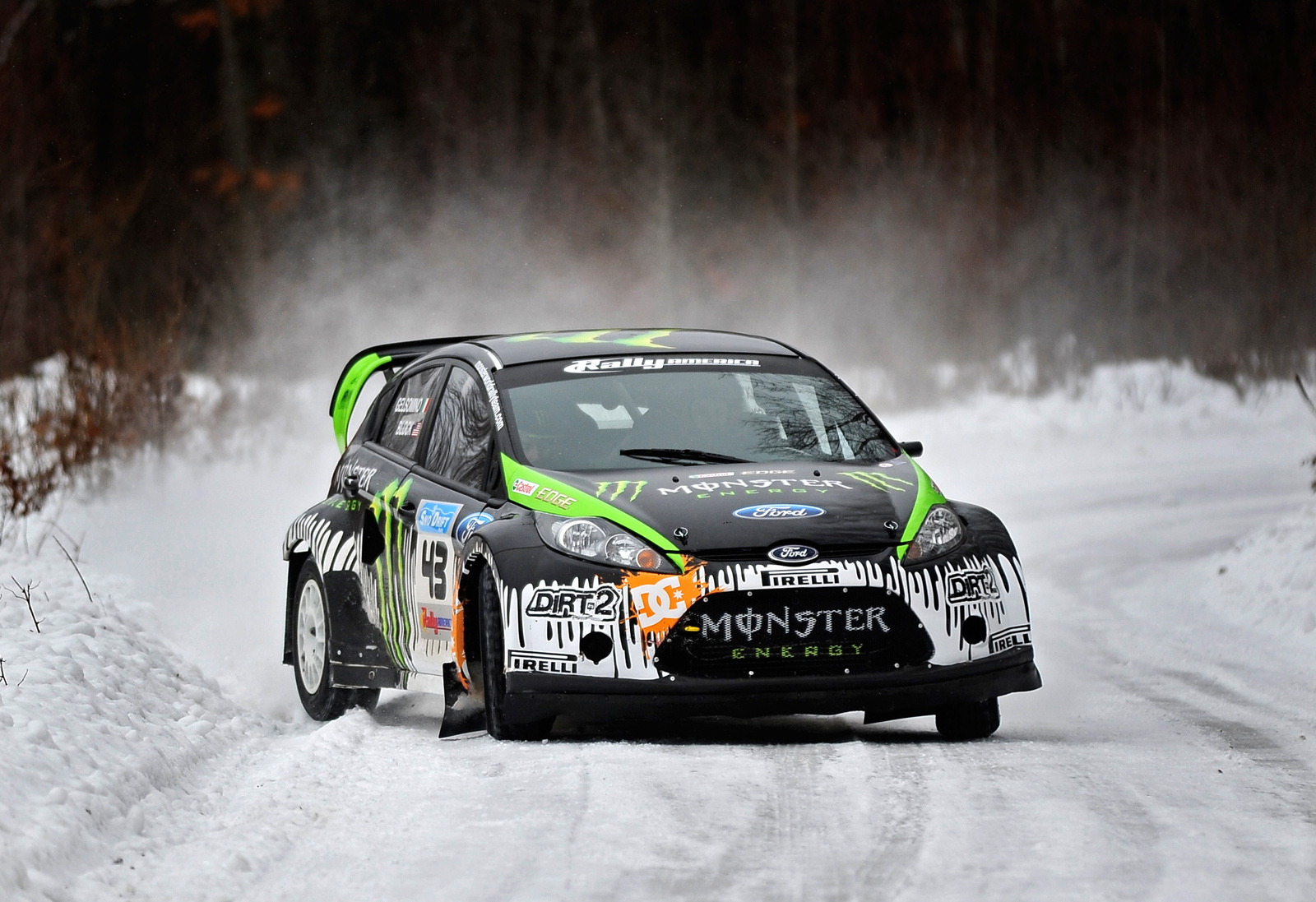
Block und Beifahrer Alex Gelsomino mit ihrem Ford Fiesta RS WRC (2010)

Anfang Januar 2010 gab das Ford-Team bekannt, dass Block in der Rallye-Weltmeisterschaft 2010 mehrere Einsätze in einem Ford Fiesta fahren wird. Sein erster Start war bei der Rallye Mexiko, bei der er einen leichten Unfall hatte. Sein bestes WM-Ergebnis der Saison 2010, bei insgesamt sieben Starts, war ein neunter Platz bei der Rallye Katalonien. Außerdem startete er mit seinem Monster World Rally Team in der Rally-America-Serie in einem Ford Fiesta vom OlsbergsMSE-Team aus Schweden.
In der Saison 2011 startete er mit seinem Team wieder bei der Rallye-Weltmeisterschaft. Seine ersten Auftritte in diesem Jahr waren nicht erfolgreich. Nach zehn absolvierten WM-Rallyes hatten schon 25 Fahrer WM-Punkte in der Fahrer-Weltmeisterschaft erzielt, davon 12 Fahrer in den niedrigeren Klassen. Der in der stärksten Klasse startende Block hatte bis zu diesem Zeitpunkt noch keine Punkte. Bei der Rallye Portugal 2011 schaffte es Block nicht an den Start der Rallye, da er schon beim Shakedown einen schweren Unfall hatte. Bei der Rallye Frankreich 2011 erzielte er mit Platz acht sein bis dahin bestes Resultat in der WRC und seine ersten WM-Punkte. Zum Saisonende erreichte er mit sechs WM-Punkten den 22. Platz in der Fahrer-Weltmeisterschaft. 2012 gelang es Block in der Rallye Mexiko sowie in der Rallye Neuseeland jeweils zwei Punkte herauszufahren. Er wurde in der Gesamtwertung 28. von 36 gewerteten Fahrern. 2013 erreichte er in Mexiko den siebten Platz, seine beste Platzierung in der WRC.

## Rallycross
Amerikanischen Medien gegenüber hatte Block im Herbst 2011 bestätigt, dass er über einen Rückzug aus der Rallye-WM und ein Engagement in der amerikanischen Global RallyCross Championship 2012 nachdachte, was er jedoch nicht vollständig tat. Nach den absolvierten sechs Läufen zur Serie belegte er den fünften Gesamtrang. Sein Markenkollege Tanner Foust gewann die Serie. Zur GRC gehört auch der Automobil-Wettbewerb der X-Games. Hier zeigte er seine beste Leistung, als er am 1. Juli 2012 in Los Angeles im Finale auf dem zweiten Platz hinter Sieger Sébastien Loeb durchs Ziel fuhr, obwohl ihm etwa zur Hälfte des Rennens ein Reifen geplatzt war.
Nachdem Block über mehrere Jahre hinweg an der Global RallyCross Championship teilgenommen hatte, absolvierte er 2016 alle 12 Läufe zur FIA Rallycross-Weltmeisterschaft.

## Gymkhana
Ken Block fuhr Gymkhana-Turniere und vermarktete dies in aufwendig inszenierten Video-Produktionen. Blocks Gymkhana-Videos wurden über 250 Millionen Mal (Stand: Januar 2020) angeklickt. Ab 2008 veröffentlichte er jeden Sommer ein neues Gymkhana-Video. Sein erfolgreichstes Video war mit über 103 Millionen Klicks (Stand: Januar 2020) Gymkhana Five von 2012. Für dieses Video wurde ein Teil der Innenstadt von San Francisco gesperrt. Dieses Video erreichte in nur 24 Stunden über 5,1 Millionen Klicks und wurde damit das mit Abstand erfolgreichste YouTube-Video innerhalb einer Woche. 2007 driftete er in einem Subaru Impreza zusammen mit Snowboardern in einem SnowPark durch den Schnee. Im Jahr 2009 zeigte er James May in der britischen Autosendung Top Gear einige Gymkhana-Tricks. In Gymkhana 7, veröffentlicht im November 2014, driftete Ken Block in einem modifizierten Ford Mustang durch Los Angeles. Im März 2016 wurde das Video von Gymkhana 8 veröffentlicht. Es zeigte Ken Block beim Driften mit einem Ford Fiesta ST RX43 durch die Straßen von Dubai.

## DC Shoes
Damon Way und Ken Block gründeten DC Shoes 1993 in Kalifornien. Seitdem spezialisiert sich die Firma auf die Herstellung von Schuhen, Kleidung und Accessoires in den Bereichen Skateboard, Snowboard, BMX und Motorrad. 2004 wurde die Marke durch Quiksilver übernommen.

## Sponsoring und Beratung
Ken Block war ein gefragtes Werbe-Testimonial. Zu seinen Sponsoren gehörten u. a. Marken wie Monster Energy Drink, Audi, Ford, DC Shoes, Toyo Tires, Forza Horizon, Spy, Hoonigan Racing Division, GoPro, Shining Monkey und Snap-on. Im deutschen Sprachraum warb er für Unitymedia.
Bei den Videospielen Colin McRae DiRT 2, DiRT 3 und Forza Horizon 4 war Block als technischer Berater tätig. Weiterhin warb er auf seinen Autos und seiner Kleidung intensiv für die Dirt-Spiele.
Ab 2013 war Block für Electronic Arts als Berater für die Rennspiel-Serie Need for Speed tätig.

## Persönliches
Zu Blocks engsten Freunden zählten Rob Dyrdek und Travis Pastrana.
Block starb am 2. Januar 2023 im Alter von 55 Jahren bei einem Schneemobil-Unfall in der Gegend von Mill Hollow in Utah.
Block hatte mit seiner Frau Lucy drei Kinder: Kira, Mika und Lia. Letztere, die in Offroad-Serien Nitrocross NEXT und American Rally Association Championship bereits fuhr, ging in der Extreme E-Saison 2023 beim Island X Prix auf Sardinien für Carl Cox Motorsport an den Start und nahm 2023 am Pikes Peak International Hill Climb teil.

## Ergebnisse

### Rally-America-Ergebnisse
| Jahr | Auto                   | 1       | 2       | 3       | 4       | 5       | 6       | 7       | 8       | 9       | Gesamtwertung | Punkte |
| ---- | ---------------------- | ------- | ------- | ------- | ------- | ------- | ------- | ------- | ------- | ------- | ------------- | ------ |
| 2005 | Subaru Impreza WRX STi | SNO 5   | ORE 7   | SUS 3   | PIK 4   | MAI 3   | OJI Ret | COL 4   | LSP 3   |         | 4             | 65     |
| 2006 | Subaru Impreza WRX STi | SNO 3   | ACR 1   | ORE 3   | SUS Ret | MAI 11  | OJI Ret | COL Ret | LSP 1   | WIL 3   | 2             | 90     |
| 2007 | Subaru Impreza WRX STi | SNO 6   | ACR 1   | ORE 2   | OLY 4   | SUS Ret | NEW 3   | OJI 2   | COL 1   | LSP Ret | 3             | 109    |
| 2008 | Subaru Impreza WRX STi | SNO 5   | ACR 1   | OLY 1   | ORE Ret | SUS Ret | NEW Ret | OJI Ret | COL 5   | LSP 1   | 2             | 86     |
| 2009 | Subaru Impreza WRX STi | SNO Ret | ACR 1   | OLY Ret | ORE Ret | SUS 1   | NEW 2   | OJI Ret | COL Ret | LSP 3   | 4             | 80     |
| 2010 | Ford Fiesta            | SNO Ret | ACR 1   | OLY Ret | ORE Ret | SUS Ret | NEW Ret |         |         |         | 12            | 27     |
| 2012 | Ford Fiesta            | SNO     | ACR 1   | ORE     | SUS     | NEW     | OLY 1   |         |         |         | 4             | 44     |
| 2013 | Ford Fiesta            | SNO 6   | ACR Ret | ORE 2   | SUS 1   | NEW 1   | OJI 1   | LSP Ret |         |         | 2             | 93     |
| 2014 | Ford Fiesta            | SNO Ret | ACR 1   | ORE     | SUS     | MTW     | NEW     | OJI     | LSP     |         | 12            | 22     |

| Legende  | Legende            | Legende                                                          |
| Farbe    | Abkürzung          | Bedeutung                                                        |
| -------- | ------------------ | ---------------------------------------------------------------- |
| Gold     | –                  | Sieg                                                             |
| Silber   | –                  | 2. Platz                                                         |
| Bronze   | –                  | 3. Platz                                                         |
| Grün     | –                  | Platzierung in den Punkten                                       |
| Blau     | –                  | Klassifiziert außerhalb der Punkteränge                          |
| Violett  | DNF                | Rennen nicht beendet (did not finish)                            |
| Violett  | NC                 | nicht klassifiziert (not classified)                             |
| Rot      | DNQ                | nicht qualifiziert (did not qualify)                             |
| Rot      | DNPQ               | in Vorqualifikation gescheitert (did not pre-qualify)            |
| Schwarz  | DSQ                | disqualifiziert (disqualified)                                   |
| Weiß     | DNS                | nicht am Start (did not start)                                   |
| Weiß     | WD                 | zurückgezogen (withdrawn)                                        |
| Hellblau | PO                 | nur am Training teilgenommen (practiced only)                    |
| Hellblau | TD                 | Freitags-Testfahrer (test driver)                                |
| ohne     | DNP                | nicht am Training teilgenommen (did not practice)                |
| ohne     | INJ                | verletzt oder krank (injured)                                    |
| ohne     | EX                 | ausgeschlossen (excluded)                                        |
| ohne     | DNA                | nicht erschienen (did not arrive)                                |
| ohne     | C                  | Rennen abgesagt (cancelled)                                      |
| ohne     | keine WM-Teilnahme |                                                                  |
| sonstige | P/fett             | Pole-Position                                                    |
| sonstige | 1/2/3/4/5/6/7/8    | Punktplatzierung im Sprint-/Qualifikationsrennen                 |
| sonstige | SR/kursiv          | Schnellste Rennrunde                                             |
| sonstige | *                  | nicht im Ziel, aufgrund der zurückgelegten Distanz aber gewertet |
| sonstige | ()                 | Streichresultate                                                 |
| sonstige | unterstrichen      | Führender in der Gesamtwertung                                   |

### WRC-Ergebnisse
| Jahr | Team                     | Fahrzeug               | 1   | 2   | 3   | 4   | 5   | 6   | 7   | 8   | 9   | 10  | 11  | 12  | 13  | 14  | 15  | 16  | Punkte | Rang |
| ---- | ------------------------ | ---------------------- | --- | --- | --- | --- | --- | --- | --- | --- | --- | --- | --- | --- | --- | --- | --- | --- | ------ | ---- |
| 2007 | Ken Block                | Subaru Impreza WRX STi | MON | SWE | NOR | MEX | POR | ARG | ITA | GRE | FIN | DEU | NZL | ESP | FRA | JPN | IRL | GBR | -      | -    |
| 2007 | Ken Block                | Subaru Impreza WRX STi | 28  |     |     |     |     |     |     |     |     |     |     |     |     |     |     |     | -      | -    |
| 2007 | Rally FaNZ               | Subaru Impreza WRX STi |     |     |     |     |     |     |     |     |     |     | 56  |     |     |     |     |     | -      | -    |
| 2008 | Subaru Rally Team USA    | Subaru Impreza WRX STi | MON | SWE | MEX | ARG | JOR | ITA | GRE | TUR | FIN | DEU | NZL | ESP | FRA | JPN | GBR |     | -      | -    |
| 2008 | Subaru Rally Team USA    | Subaru Impreza WRX STi |     |     |     |     |     |     |     | 30  |     |     |     |     |     |     |     |     | -      | -    |
| 2010 | Monster World Rally Team | Ford Focus RS WRC 08   | SWE | MEX | JOR | TUR | NZL | POR | BUL | FIN | DEU | JPN | FRA | ESP | GBR |     |     |     | 2      | 19   |
| 2010 | Monster World Rally Team | Ford Focus RS WRC 08   |     | 18  |     | 24  |     | DNF |     |     | DNF |     | 12  | 9   | 21  |     |     |     | 2      | 19   |
| 2011 | Monster World Rally Team | Ford Focus RS WRC 08   | SWE | MEX | POR | JOR | ITA | ARG | GRE | FIN | DEU | AUS | FRA | ESP | GBR |     |     |     | 6      | 22   |
| 2011 | Monster World Rally Team | Ford Focus RS WRC 08   | 14  | 12  | DNS |     |     | 18  |     |     | 17  | 19  | 8   | DNF | 9   |     |     |     | 6      | 22   |
| 2012 | Monster World Rally Team | Ford Fiesta RS WRC     | MON | SWE | MEX | POR | ARG | GRE | NZL | FIN | DEU | GBR | FRA | ITA | ESP |     |     |     | 4      | 28   |
| 2012 | Monster World Rally Team | Ford Fiesta RS WRC     |     |     | 9   |     |     |     | 9   | DNF |     |     |     |     |     |     |     |     | 4      | 28   |
| 2013 | Hoonigan Racing Division | Ford Fiesta RS WRC     | MON | SWE | MEX | POR | ARG | GRE | ITA | FIN | DEU | AUS | FRA | ESP | GBR |     |     |     | 6      | 20   |
| 2013 | Hoonigan Racing Division | Ford Fiesta RS WRC     | 7   |     |     |     |     |     |     |     |     |     |     |     |     |     |     |     | 6      | 20   |
| 2014 | Hoonigan Racing Division | Ford Fiesta RS WRC     | MON | SWE | MEX | POR | ARG | ITA | POL | FIN | DEU | AUS | FRA | ESP | GBR |     |     |     | -      | -    |
| 2014 | Hoonigan Racing Division | Ford Fiesta RS WRC     |     |     |     |     |     |     |     |     | 12  |     |     |     |     |     |     |     | -      | -    |
| 2018 | Hoonigan Racing Division | Ford Fiesta WRC        | MON | SWE | MEX | FRA | ARG | POR | ITA | FIN | DEU | TUR | GBR | ESP | AUS |     |     |     | -      | -    |
| 2018 | Hoonigan Racing Division | Ford Fiesta WRC        |     |     |     |     |     |     |     |     | DNF |     |     |     |     |     |     |     | -      | -    |